# J1 Villena
Das J1 Villena (offiziell Trofeo Juan Carlos Ferrero) ist ein World-Junior-Tennisturnier, das seit 2002 jährlich im April in der spanischen Stadt Villena auf Sandplatz von der International Tennis Federation ausgetragen wird. Es gehört der zweithöchsten Turnierkategorie G1 an und ist das bedeutendste Nachwuchstennisturnier des Landes. Spielstätte ist die Juan Carlos Ferrero - Equelite Sport Academy.

## Geschichte
2002 wurde der Wettbewerb als Campeonatos Internacionales Junior de Tenis de la Comunidad Valenciana zunächst auf Hartplatz ausgespielt, anschließend wechselte der Spielbelag mehrmals zwischen Sand- und Hartplatz, ehe man sich 2007 endgültig auf Sandplatz festlegte. 2013 folgte die Umbenennung in Trofeo Juan Carlos Ferrero, die mit einer Heraufstufung des Turniers in die Kategorie G1 einherging.

## Siegerliste
Der Wettbewerb gilt heute als international wichtiges Vorbereitungsturnier für die Juniorenkonkurrenzen der French Open und ist daher hochklassig besetzt. Dominierten bei den Jungen zuletzt die Athleten aus Spanien, ist das Feld bei den Mädchen ausgeglichen.

### Einzel
| Jahr                                                                                       | Herren                      | Damen                   |
| ------------------------------------------------------------------------------------------ | --------------------------- | ----------------------- |
| ↓ Campeonatos Internacionales Junior de Tenis de la Comunidad Valenciana – Kategorie: G5 ↓ |                             |                         |
| 2002                                                                                       | Nicolás Almagro             | Claudia Jorda Fernández |
| 2003                                                                                       | Pablo Andújar               | Adriana González Peñas  |
| ↓ Kategorie: G4 ↓                                                                          |                             |                         |
| 2004                                                                                       | Pablo Andújar               | Antonia Fohse           |
| ↓ Kategorie: G3 ↓                                                                          |                             |                         |
| 2005                                                                                       | Mikhail Karpol              | Zuzana Linhová          |
| 2006                                                                                       | Jean Andersen               | Maite Gabarrus-Alonso   |
| 2007                                                                                       | Milos Sekulic               | Johanna Konta           |
| ↓ Kategorie: G2 ↓                                                                          |                             |                         |
| 2008                                                                                       | Dominik Schulz              | Bistra Otaschlijska     |
| 2009                                                                                       | Stanislaw Poplawskij        | Anna Arina Marenko      |
| 2010                                                                                       | Alexander Rumjanzew         | Andrea Gámiz            |
| 2011                                                                                       | Eduard Esteve Lobato        | Marina Margulis         |
| 2012                                                                                       | Alexander Wasilenko         | Iva Mekovec             |
| ↓ Trofeo Juan Carlos Ferrero – Kategorie: G1 ↓                                             |                             |                         |
| 2013                                                                                       | Maxime Hamou                | Helen Ploskina          |
| 2014                                                                                       | Jaume Munar                 | Paula Badosa Gibert     |
| 2015                                                                                       | Álvaro López San Martín     | Eva Guerrero Álvarez    |
| 2016                                                                                       | Nicola Kuhn                 | Seone Mendez            |
| 2017                                                                                       | Alejandro Davidovich Fokina | Olga Danilović          |
| 2018                                                                                       | Carlos López Montagud       | Diane Parry             |
| 2019                                                                                       | Carlos Alcaraz              | Alexandra Vecic         |
| 2020                                                                                       | Pierre-Yves Bailly          | Elsa Jacquemot          |
| 2021                                                                                       | Giovanni Mpetshi Perricard  | Diana Schneider         |

### Doppel
| Jahr                                                                                       | Herren                                      | Damen                                       |
| ------------------------------------------------------------------------------------------ | ------------------------------------------- | ------------------------------------------- |
| ↓ Campeonatos Internacionales Junior de Tenis de la Comunidad Valenciana – Kategorie: G5 ↓ |                                             |                                             |
| 2002                                                                                       | Carlos Rodrigues Kirill Sawodow             | Jekaterina Kosminskaja Jekaterina Makarowa  |
| 2003                                                                                       | Pablo Andújar David Estruch                 |                                             |
| ↓ Kategorie: G4 ↓                                                                          |                                             |                                             |
| 2004                                                                                       | Pablo Andújar Jorge Montesinos-Perales      | Natalja Orlowa Kristina Ufimzewa            |
| ↓ Kategorie: G3 ↓                                                                          |                                             |                                             |
| 2005                                                                                       | Matthew Taylor Bruce Wagstaff               | Sara Celma-Boix Clara Schuhmacher Terrón    |
| 2006                                                                                       | Andrea Aloisi Adelchi Virgili               | Zuzana Linhová Petra Mokrá                  |
| 2007                                                                                       | Faris Akhazzan Joshua Milton                | Julija Holoborodko Anastassija Wassyljewa   |
| ↓ Kategorie: G2 ↓                                                                          |                                             |                                             |
| 2008                                                                                       | Dominik Schulz David Suoto                  | Aleksandra Krunić Sandra Zaniewska          |
| 2009                                                                                       | Oliver Golding Nick Jones                   | Paula Kania Anna Arina Marenko              |
| 2010                                                                                       | Julien Cagnina Francisco Dias               | Despina Papamichail María Teresa Torró Flor |
| 2011                                                                                       | Axel Álvarez Llamas Oriol Roca Batalla      | Marie Benoît Déborah Kerfs                  |
| 2012                                                                                       | David Biosca Girvent Ignacio González Muñiz | Alice Matteucci Mayar Sherif                |
| ↓ Trofeo Juan Carlos Ferrero – Kategorie: G1 ↓                                             |                                             |                                             |
| 2013                                                                                       | Kamil Majchrzak Jan Zieliński               | Ioana Ducu Ioana Loredana Roșca             |
| 2014                                                                                       | Alexander Bublik Andrei Rubljow             | Paula Badosa Gibert Aliona Bolsova Zadoinov |
| 2015                                                                                       | Álvaro López San Martín Carlos Taberner     | Emily Arbuthnott Emilie Francati            |
| 2016                                                                                       | Piotr Matuszewski Kacper Żuk                | Amina Anschba Nika Schitkoskaja             |
| 2017                                                                                       | Jesper de Jong Ryan Nijboer                 | Irina Cantos Siemers Olga Danilović         |
| 2018                                                                                       | Jesper de Jong Lodewijk Weststrate          | Wiktorija Dema Awelina Sayfetdinowa         |
| 2019                                                                                       | Alejandro García Mario Mansilla Diez        | Ljubow Kostenko Martyna Kubka               |
| 2020                                                                                       | Daniel Rincón Abedallah Shelbayh            | Elsa Jacquemot Fatima Ingrid Amartha Keita  |
| 2021                                                                                       | Marko Andrejic Wjatscheslaw Bielinskyj      | Noma Noha Akugue Joëlle Steur               |